# ブビヤン島
ブビヤン島（ブビヤンとう、アラビア語: جزيرة بوبيان ジャズィーラ・ブービヤーン）は、ペルシャ湾に浮かぶクウェート領の島である。クウェートの北東部に位置し、クウェート最大の島である。ジャハラー県に属する。日本では、ブービヤーン島とも表記される。
島の北半分は塩性湿地とラグーンが多く、島にはカニチドリの繁殖コロニーのほか、オオアジサシ、ハシボソカモメ、サギ、シラサギ、ヘラサギ類などの水鳥のコロニーがある。周辺の海域にはウスイロイルカ、ハンドウイルカ、マイルカ、スナメリなどの鯨類が頻繁に訪れ、マナガツオ、カガヤキミゾイサキ、ニベ類、オキスデルシス類（トビハゼ、ムツゴロウの仲間）などの魚類およびマダラウミヘビなどのウミヘビとエビの生息地でもある。2015年に「ムバーラク・アル＝カビール保護区」としてラムサール条約登録地となった。

## 交通アクセス
本土とは鉄橋で結ばれている。1991年の湾岸戦争時、アメリカの空爆により破壊されたがその後再建されている。